# شب نفرین‌شدگان
شب نفرین‌شدگان (ایتالیایی: La notte dei donati) یک فیلم ترسناک ایتالیایی است که در سال ۱۹۷۱ منتشر شد. از بازیگران آن می‌توان به پیر بریس
و پاتریتسیا ویوتی اشاره کرد.